# Serge Gagné
Pour les articles homonymes, voir Gagné.
Serge Gagné (1946 à Jonquière dans la province de Québec au Canada - ) est un producteur de cinéma, réalisateur et scénariste québécois.
Il est le frère et le collaborateur de Jean Gagné.

## Biographie
Le cinématographiste Serge Gagné vient d'un milieu populaire de la ville industrielle de Jonquière. Il travaille dans le milieu de la fonction publique pour soudainement plonger dans l'univers de la création cinématographique avec son frère Jean. Depuis, avec ses frères Jean et Errol, ils explorent les méandres de cet univers pour traquer la bêtise humaine et explorer les méandres de nos imaginaires. Il participe aussi avec ses frères  à mettre en place la structure Les Frères Gagné ( https://lesfreresgagne.com/): ensemble, ils totalisent autour de 229 printemps, été, automne, hiver de mouvances et d'explorations.

## Cinémagographie
Comme producteur, coréalisateur, coscénariste
- 1967-68 : Saison cinquième, 30 min.
- 1971-73 : La Tête au neutre, 70 min.
- 1973 : L' ou l', 72 min.
- 1975 : Une semaine dans la vie de camarades, 240 min
- 1980 : À vos risques et périls, 90 min.
- 1986 : La Couleur encerclée, 102 min.
- 1989 : Le Royaume ou l'Asile, 93 min.
- 1995 : La Folie des crinolines, 95 min.
- 1996 : La Marche à l'amour, 85 min.
- 1997 : Ton père est un bum, 83 min
- 1998 : Étrange Histoire, 133 min
- 2001 : Un souffle qui brûle, 67 min
- 2002 : Barbaloune, 120 min
- 2003-06 : Cerbères à l'horizon 53/86 minutes
- 2003-06 : J'irai danser sur vos barrages, 53/76 minutes
- Même combat, 2008
- Rose et Ronce, 2008
- Le Vent du Nord, 2009
- Chemin de clef, 2010
- Eh Oh l’hyène - essai, 2010
- C’est pas un banc d’essai - essai, 2011
- Sortez-moé ça! - essai,2011
- Pour en finir avec la tricherie - essai, 2011
- Les pales du mal - parcours citoyen, 2011-14
- L’or Là - traversée, 18 min, 2012
- Les Meutes du désordre, 2012
- Une Semaine dans la vie de camarades -version des réalisateurs, 1977-2013
- Paul Rose, entretien, 2013
- La Frenière Jean-Marc, Débroussaillage, 2013
- Bad Blades (version sous-titrée anglaise Les pales du mal), 2014
- Étrange histoire - version réalisateurs 1998-2014

* La tête au neutre - version réalisateur -digit 1973-2014
- 1968-2019 : Saison cinquième, version réalisateur, 16 digit, 30 min.
- 1973-2019 : L' ou l', version réalisateurs, 16 digit, 72 min.
- 1980-2019 : À vos risques et périls, version réalisateurs, 16 digit, 90 min.

* L'or là I-mouvances 1999-2024, hd et digital, 175'  
* L'or là II-Bouleversements 1999-2024, hd et digital, 231'
* L'or là III-Impasses 1999-2024, hd et digital, 152'
* L'or là IV-Espoirs 1999-2024, hd et digital, 117'
en montage
- Les méandres de l'imaginaire
- Rang du où!
- Errâmes

* Dérives au pas Gagné I-Altographie 2023-____, hd et digital, 311' (43 épisodes)
* Dérives au pas Gagné II-Lambdaville  2023-____, hd et digital, 470' (53 épisodes)
* Dérives au pas Gagné III-Essoufflement  2023-____, hd et digital, 233' (17 épisodes)
* Dérives au pas Gagné IV-Réparation  2023-____, hd et digital, 233' (12 épisodes)

## collaboration à des publications
Les frères Gagné
Le mesureur de maux
Bison Ravi
en préparation
- Autour du Conventum des empérilaids
- Les frères Dinelle en action, Jacques Huet et Roland Dinelle
- Trous noirs dans les étoiles

## Récompenses et nominations
- Prix de la SOGICQ pour La Couleur encerclée, 1987
- Boursier du Conseil des Arts du Canada pour Barbaloune, Trou blanc
- Boursier du Conseil des Arts et lettres du Québec pour Elle hurla